# 어 베리 머리 크리스마스
《어 베리 머리 크리스마스》(영어: A Very Murray Christmas)는 2015년 공개된 미국의 크리스마스 뮤지컬 코미디 영화이다. 소피아 코폴라가 연출하고, 빌 머리, 미치 글레이저, 코폴라가 공동 각본을 썼다. 빌 머리, 조지 클루니, 폴 셰이퍼, 에이미 폴러, 줄리 화이트, 디미트리 디미트로프, 마이클 세라, 크리스 록, 데이비드 조핸슨, 마야 루돌프, 제이슨 슈워츠먼, 제니 루이스, 러시다 존스, 마일리 사이러스 등이 앙상블 출연하였다. 2015년 12월 4일 넷플릭스를 통해 공개됐다.
2016년 제68회 프라임타임 에미상 텔레비전 영화 작품상 후보에 올랐으며, 제22회 미국 배우 조합상에서 빌 머리가 미니시리즈·텔레비전 영화 부문 남우주연상 후보에 지명되었다.

## 줄거리
크리스마스 이브. 빌 머리는 칼라일 호텔에서 크리스마스 특별 공연을 앞두고 있다. 그러나 눈보라가 닥치자 빌 머리는 아무도 오지 않을까봐 걱정한다. 

## 출연
- 빌 머리 - 본인 역
- 마이클 세라 - 탤런트 에이전트 재키 역
- 조지 클루니 - 본인 역
- 마일리 사이러스 - 본인 역
- 디미트리 디미트로프[3][4][5] - 본인 역
- 데이비드 조핸슨 - 바텐더 역
- 제니 루이스 - 웨이트리스 역
- 러시다 존스 - 신부 역
- 에이미 폴러 - 리즈, 공연 제작자 역
- 크리스 록 - 본인 역
- 마야 루돌프 - 라운지 가수 역
- 제이슨 슈워츠먼 - 엘리엇, 신부의 약혼자 역
- 폴 셰이퍼 - 본인 역
- 줄리 화이트 - 베브, 공연 제작자 역
- 피닉스 - 셰프들 역

## 노래
- "The Christmas Blues" - 빌 머리
- "Let It Snow! Let It Snow! Let It Snow!" - 머리, 에이미 폴러, 줄리 화이트
- "Jingle Bells" - 머리
- "Do You Hear What I Hear?" - 머리, 크리스 록
- "Baby, It's Cold Outside" - 제니 루이스, 머리
- "The Twelve Days of Christmas" - 디미트리 디미트로프
- "O Tannenbaum" - 데이비드 조핸슨
- "Good King Wenceslas" - 루이스
- "Alone on Christmas Day" - 피닉스, 제이슨 슈워츠먼, 머리, 조핸슨
- "Christmas (Baby Please Come Home)" - 마야 루돌프
- "I Saw the Light" - 슈워츠먼, 러시다 존스, 루돌프, 조핸슨, 머리
- "Fairytale of New York" - 출연진
- "Sleigh Ride" - 머리, 마일리 사이러스
- "Silent Night" - 사이러스
- "Santa Claus Wants Some Lovin'" - 머리, 조지 클루니
- "Let It Snow, Let It Snow, Let It Snow" (반복) - 머리, 사이러스, 클루니
- "We Wish You a Merry Christmas" - 머리

## 같이 보기
- 크리스마스 영화 목록